# Antonio de Montserrat
Antonio de Montserrat (Vich, Barcelona, 1536 – Salsete, India, 1600) fue un jesuita catalán formado en Portugal que en 1574 fue destinado a la misión de la colonia portuguesa de Goa, en la India portuguesa, desde donde viajaría por buena parte del Asia Central y la península arábiga.
Este viajero y erudito dejó constancia de sus viajes en cuatro manuscritos, de los que solo se conservan dos: el Mongolicae Legationis Commentarius, en latín, y Relaçam de Akbar, rey de los mongoles, en portugués, referentes a su estancia en la corte del gran Kan Akbar.
Hijo de una familia noble de Osona, estudió en Barcelona, donde entró en contacto con San Ignacio de Loyola. Fascinado por la vida de los misioneros, entró en la Compañía de Jesús el 1558 siendo destinado a Portugal, donde fue ordenado sacerdote el 1561. Estudió en la Universidad de Coímbra y en Lisboa, donde fue prefecto de San Roque, vicerrector del colegio de San Antonio y preceptor del rey Sebastián I de Portugal.

## Embajador en la corte del Gran Mogol
En 1574, a la edad de 38 años, vio cumplido su sueño de convertirse en misionero cuando fue enviado, con 39 jesuitas más, a la misión de la colonia portuguesa de Goa, en la India. Cinco años más tarde le fue encomendada la misión de integrarse en la embajada que debía presentarse a la corte del rey Mogol Akbar, con el encargo específico de registrar todo lo que sucediera durante el viaje.
La presencia de los sacerdotes había sido pedida expresamente por el mismo rey. Los jesuitas portugueses interpretaron esto como la voluntad de Akbar de abrazar la fe cristiana, lo que, en ningún caso, fue así.
De este modo, el 13 de diciembre de 1579, Antonio de Montserrat, junto con los jesuitas Rodolfo Acquaviva y Francisco Henríquez —un converso persa que hacía de intérprete— así como de un embajador de Akbar, partieron de la colonia portuguesa de Damán hacia la capital del Imperio mogol.
La llegada del grupo a Fatehpur Sikri, la nueva capital fundada por Akbar, tuvo lugar el 4 de marzo de 1580 y allí permanecieron durante un año dedicados a diálogos y debates interreligiosos fomentados por el mismo rey Akbar con representantes de otras religiones como el budismo tántrico tibetano, el islam, el hinduismo, el jainismo y el cristianismo.
Montserrat aprovechó su estancia para instruirse en la lengua persa y acabó ganándose la confianza de Akbar como lo demuestra el hecho de que lo nombrara tutor de su hijo Murad.
Al cabo de un año, en el norte, estalló una revuelta encabezada por un hermanastro del rey que tenía el apoyo de algunos caudillos afganos. A petición de Akbar, Montserrat se incorporó a la expedición militar y lo acompañó durante toda la campaña que duró hasta 1581. Este viaje le permitió al jesuita tomar contacto con buena parte de los territorios del Imperio, pudiendo visitar Delhi, el Himalaya, Himachal Pradesh, Cachemira, el Punjab y las estribaciones del Tíbet hasta el Afganistán. El fin del conflicto coincidió con el regreso a la embajada de Goa, una vez que los jesuitas constataron la nula voluntad del monarca de convertirse al cristianismo. En septiembre de 1582 llegaron a la colonia portuguesa donde, durante seis años, Montserrat trabajó sobre sus notas con la intención de lograr una obra más compleja y detallada.

## El cautiverio en Yemen
En 1588 Antonio de Montserrat recibió la orden directa del rey español, Felipe II, de dirigirse a Etiopía para dar apoyo a los misioneros allí emplazados y sondear la posibilidad de lograr un acercamiento del cristianismo copto a la Iglesia de Roma. El 2 de febrero de 1589, Montserrat y su compañero Pedro Páez Jaramillo zarparon de Goa camuflados como mercaderes armenios.
El viaje se interrumpe cuando en Dhufar (Yemen) fueron traicionados por el comandante que los debía llevar a Etiopía, el cual los entregó al jefe de la ciudad, quien, a su vez, los envió a Haymes, ciudad del interior donde estaba la residencia del sultán de Hadramaut.
Tras cuatro meses encerrados en la cárcel de esta ciudad, fueron enviados a Sanaa, sede del gobernador turco de Yemen, donde permanecieron hasta 1595, año en que fueron trasladados al puerto de Mokka, en el Mar Rojo, donde tuvieron que servir como remeros en galeras turcas durante unos meses hasta que Montserrat enfermó gravemente y fue recluido en la cárcel de la ciudad.
Finalmente, un año más tarde, estos dos jesuitas fueron devueltos a Goa, tras el pago de un rescate. La salud de ambos era muy precaria tras casi siete años de cautiverio y, si bien Páez se pudo recuperar, Antonio de Montserrat murió en Salsete, cerca de Goa, donde había un famoso convento jesuita, en marzo de 1600.

## Su obra
En el mismo año de su muerte culminó la versión definitiva de su obra Mongolicae Legationis Commentarius y junto a ella, el diseño de su mapa del Himalaya, una auténtica joya cartográfica abarcando gran parte de la India y grandes extensiones de Afganistán y Pakistán.
En ella aparecen más de doscientos topónimos, accidentes geográficos resaltados en distintas tonalidades y coordenadas geográficas, reflejadas con sorprendente precisión, que tienen como referencia el ecuador, dibujando la línea del trópico de Cáncer con toda exactitud. Además de la cordillera del Himalaya, en la parte norte se distinguen otras cadenas montañosas cuya disposición parece coincidir con el Karakorum, el Hindú Kush y el Pamir. 
La exactitud del mapa y lo acertado de sus descripciones, es tal que mantendría su vigencia hasta hace relativamente poco tiempo.
En la crónica escrita, sus textos reflejan de manera fidedigna todos aquellos detalles trascendentes a ojos de un occidental como la geografía, la historia, la cultura y la religión de las diferentes comunidades que llegó a conocer, pero también una de las grandes obsesiones que movieron a los religiosos cristianos a adentrarse en las vastas extensiones asiáticas: la búsqueda de antiguas cristiandades perdidas, el rastro de la expansión del cristianismo hacia Mesopotamia, Asia Menor y Extremo Oriente.
Alentados por las crónicas de algunos viajeros medievales al descubrir diferentes comunidades, así como por la existencia de las iglesias copta, abisinia, armenia y maronita. 
Roma buscaba pruebas de la existencia de un imperio a caballo entre la historia y la leyenda, un imperio dirigido por un rey-sacerdote poderosísimo, defensor de la fe cristiana ante el avance musulmán, el reino del Preste Juan en Etiopía.
Un año después de la muerte de Antonio Montserrat, en enero de 1601, el jesuita Antonio de Andrade llegó a Goa con el objetivo de emplazar una misión y buscar la herencia cristiana en aquel misterioso reino aislado llamado Bottan o Tebat (Tíbet), lo que hace pensar que la crónica de Montserrat fue tenida en cuenta por los responsables de la Compañía de Jesús.
El gran mogol Akbar no sospechó que el viaje del jesuita y sus escritos tuvieran un significado tan trascendental para Occidente. De alguna manera la invitación del emperador a los religiosos abriría la puerta al descubrimiento de uno de los últimos espacios a conquistar por los adalides de la fe cristiana, pero también cambiaría la cosmovisión de los viajeros de aquella incipiente Europa renacentista que indudablemente influenció en su modo de comprender el mundo y al hombre.
Sin embargo, tras aquel primer impacto, la obra de Montserrat permaneció en el anonimato durante varios siglos. En 1906 Henry Hosten, un jesuita del Raj Británico especializado en la historia del cristianismo en la India, redescubrió el Mongolicæ legationis Commentarius y lo publicó en 1914. La obra despertó un gran interés en los indólogos de la época.
En la actualidad la obra del jesuita está alcanzando el lugar que le corresponde gracias a la traducción de sus obras del latín al castellano y al catalán por el orientalista Josep Lluis Alay.
No obstante, aún quedan otros manuscritos redactados por Montserrat que hacen referencia a las costumbres y la geografía de India y Asia Central cuyo paradero se desconoce.